# Стефан Нерезов
Стефан Нерезов (болг. Стефан Нерезов); нар. 12 листопада 1867, Севлієво — пом. 16 квітня 1925, Софія) — болгарський воєначальник, генерал піхоти (1920). Начальник Генерального штабу болгарської армії з 2 листопада 1919 до 3 вересня 1920.

## Освіта
Середню освіту здобув у Севлієво і в Габровській гімназії. Закінчив Військове училище в Софії (1888), Військову академію в Турині, Італія (1896).

## Військова служба
- У листопаді 1885 під час Сербсько-болгарської війни служив добровольцем в учнівському легіоні.
- У 1886 — єфрейтор в 12-му піхотному полку.
- З 1888 служив у 4-му артилерійському полку (1892).
- У 1894-1896 навчався у Військовій академії в Турині.
- З 31 серпня 1896 — молодший ад'ютант в 4-му артилерійському полку.
- З 31 січня 1897 — офіцер для доручень в штабі армії.
- У 1897 був членом болгарської наглядової місії на маневрах в Італії.
- З січня 1898 — молодший ад'ютант 3-ї піхотної дивізії.
- З 22 травня 1899 — старший ад'ютант у 2-й бригаді 6-ї піхотної дивізії.
- З 15 лютого 1900 — інспектор класів у Військовому училищі.
- З 4 березня 1902 — командир роти в 14-му піхотному полку.
- У 1903-1904 перебував у свиті князя Болгарії Фердинанда.
- У 1905-1907 — командир дружини (батальйону) в 1-му піхотному Софійському полку і комендант палацу.
- З 1 січня 1908 — начальник оперативної секції в штабі армії.
- З 1 червня 1909 по 10 вересня 1910 — командир 8-го піхотного Приморського полку.
- З 1 січня 1911 — начальник оперативного відділення і помічник начальника штабу армії. Обіймав цю посаду під час Першої і Другої Балканських воєн (під час Другої війни у зв'язку з хворобою начальника штабу генерала Івана Фічева фактично керував роботою штабу), автор оперативних планів ведення цих воєн.
- З 30 березня 1914 — командир 2-ї бригади 9-ї Плевенської піхотної дивізії. Учасник Першої світової війни.
- У 1915-1916 — командир 9-ї Плевенської піхотної дивізії, що стала під його командуванням кращою дивізією болгарської армії, успішно діючи під час боїв на Косовому полі, в Македонії і на Салонікському фронті.
- З 25 листопада 1916 по 30 липня 1917 — командувач 3-ю армією.
- З 30 грудня 1917 — начальник Моравської військово-інспекційної області.
- У травні 1918 входив до складу військової делегації при укладенні Бухарестського мирного договору з Румунією.
- З 30 липня 1918 — командувач 1-ю армією, що діяла на Вардаро-Дойранському (Салонікському) фронті.
- З 16 жовтня 1918 — комендант Софії і начальник 1-ї військово-інспекційної області.
- З грудня 1918 — інспектор піхоти.
- З 2 листопада 1919 по 3 вересня 1920 — начальник штабу армії.
- З 1920 — в запасі.

Автор кількох військово-теоретичних робіт. Був головою Спілки офіцерів запасу. Загинув 16 квітня 1925 під час вибуху у церкві Святої Неділі.

## Нагороди
- Орден «За хоробрість» 2-го ступеня, 3-го ступеня, 1-го і 2-го класу.
- Орден «Святий Олександр» 4-го і 5-го ступенів без мечів.
- Орден «За військові заслуги» 1-го ступеня з військовими відзнаками.
- Орден «За заслуги» на звичайній стрічці.